# Alexis Pauline Gumbs
Alexis Pauline Gumbs est une écrivaine américaine, chercheuse indépendante, poétesse, activiste et éducatrice basée à Durham en Caroline du Nord,.
Gumbs travaille à l'intersection des études et des activismes Noirs, queers, féministes et écologiques. Elle se définit ainsi comme une « évangéliste de l'amour féministe Noir », une « semeuse de troubles queers » et « en cousinage aspirationnel avec toutes les créatures sentantes ». Dans son triptyque expérimental (Spill, M Archive et Dub), Gumbs explore les interactions entre la lutte contre les perturbations écologiques et la théorie féministe Noire (en particulier les oeuvres de Hortense Spillers, M. Jacqui Alexander et Sylvia Wynter). Elle est également l'autrice d'un livre de poèmes dédiés aux mammifères marines (Undrowned. Black Feminist Lessons from Marine Mammals) ainsi que d'une biographie d'Audre Lorde (The Eternal Life of Audre Lorde).

## Biographie
Alexis Pauline Gumbs est titulaire d'un doctorat en études anglaises, africaines et africaines-américaines et en études sur les femmes et le genre de l'Université Duke.
Elle est la fondatrice et directrice d'Eternal Summer of the Black Feminist Mind et de la maison d'édition BrokenBeautiful Press,. Elle a été la dramaturge de dat Black Mermaid Man Lady, une performance de l'artiste Sharon Bridgforth. De plus, elle et saon partenaire Sangodare ont cofondé la Black Feminist Film School.

Le drapeau d'Anguilla pendant la lutte pour l'indépendance de l'île (1967-1969), conçu par la grand-mère d'Alexis Pauline Gumbs.

Gumbs a passé la majeure partie de sa carrière en tant qu'écrivaine et chercheuse indépendante en dehors des institutions universitaires,. Ses écrits et son militantisme sont influencés par le travail de sa grand-mère Lydia Gumbs qui a conçu le drapeau d'Anguilla pendant la révolution de 1967, ainsi que par Audre Lorde, June Jordan, M. Jaqui Alexander, Dionne Brand et d'autres. Gumbs attribue en partie son désir de fréquenter le Barnard College à June Jordan.
Alexis Pauline Gumbs a été déclarée « la Fierté d'Anguilla » par le Festival littéraire d'Anguilla. Gumbs donne des séminaires en ligne, rédige des articles de blog et organise des webinaires, Lors de séminaires en ligne, elle invite souvent les participants et participantes à se lancer dans de la poésie de groupe. Parce qu’elle ne travaille pas dans une université, elle a participé à des conversations sur la manière dont le travail intellectuel peut être plus novateur et largement accessible en dehors de l’académie.
Elle a reçu un prix Windham Campbell pour la poésie en 2023.

## Travaux

### Traductions en français
- Non-noyées : Leçons féministes Noires apprises auprès des mammifères marines (trad. Mabeuko Oberty, Myriam Rabah-Konaté et Rose B.), Burn-Août, Les Liens qui libèrent, 2024, 224 p. (ISBN 1020923512)
- « L'amour à une échelle où nous pourrions survivre », trad. Mabeuko Oberty, Myriam Rabah-Konaté et Emma Bigé, Multitudes, #93, 2023 [lire en ligne]
- « Semences de liberté. Préparer le terrain pour l’abolition à Durham, Caroline du Nord », Multitudes, #88, 2022 [lire en ligne]
- « Archive de la poussière », Multitudes, #85, 2021 [lire en ligne]
- « Se souvenir avec Alexis Pauline Gumbs et Prentis Hemphill », Trou noir, #15, 28 mai 2021 [lire en ligne]

### Livres
- Spill: Scenes of Black Feminist Fugitivity (2017)[18],[19],[20]
  - Spill [déversement] est le premier livre de sa trilogie de textes expérimentaux consacrés aux féminismes Noirs. Il s'agit d'un recueil de poésie qui engage un dialogue avec l'anthologie d'Hortense Spillers intitulée Black, White, and in Color: Essays on American Literature and Culture[21]. Dans ce livre, Gumbs pratique une forme d'« histoire spéculative » où elle imagine le monde tel que les femmes Noires en hériteraient, et où se superposent souvenirs, références historiques et visions[22].
- M Archive : After the End of the World (2018)[23]
  - Le deuxième livre de Gumbs de la trilogie se concentre sur les concepts de vie Noire et de métaphysique Noire dans une perspective féministe. Il est en conversation avec Pedagogies of Crossing de M. Jacqui Alexander[24]. Gumbsutilise le livre pour créer un espace permettant aux lecteurs d'être conscients des problèmes sociétaux actuels tels que la dégradation de l'environnement, l'anti-noirceur et les systèmes capitalistes corrompus tout en célébrant les systèmes de connaissances autochtones et l'importance du travail des écrivains noirs. Sous la forme d’un « documentaire spéculatif », Gumbs dresse un tableau mettant en lumière les idéologies de la théorie féministe, enracinées dans la nécessité d'un renouveau métaphysique et la contestation de formes de vie destructrices[25].
- DUB: Finding Ceremony (2020)
  - Le troisième tome de la trilogie de Gumbs encourage les lecteurs et les lectrices à réfléchir de manière critique au lien entre l'individu et le collectif, poussant le public à considérer la vie marine comme une métaphore de la condition sociale noire[26]. Gumbs s'inspire de l'écrivaine jamaïcaine Sylvia Wynter et du rythme dub pour l'écriture du livre[27]. Elle crée un manuel interdisciplinaire qui dresse le portrait poétique des luttes Noires, telles que la lutte contre la brutalité policière, la lutte écologique et la lutte décoloniale. Le dernier livre de la trilogie de Gumbs met l'accent sur les relations entre espèces et l'importance du silence ancestral et archivistique noir, donnant un aperçu de la théorie féministe noire[28].
- Undrowned. Black Feminist Lessons from Marine Mammals (2020)
  - Le livre de Gumbs réfléchit sur la signification idéologique et culturelle du comportement des mammifères marins, encourageant les lecteurs et les lectrices à réévaluer la façon dont la société sous-estime les femmes noires et les liens entre les humains et les autres espèces[29]. Elle divise son livre en vingt sections, les dix-neuf premières utilisant le comportement unique d'un mammifère marin pour enseigner une leçon différente visant à aider les femmes noires à naviguer dans les luttes de l'Amérique moderne[30]. Gumbs se met ainsi à l'école des mammifères marins pour étudier les formes d’oppression imbriquées, reconnaissant à quel point la discrimination imprègne la classification de la vie aquatique[31].
- Survival Is A Promise. The Eternal Life of Audre Lorde. (2024) [à paraître][32]

### Volumes édités
Revolutionary Mothering. Love on the Frontlines (2016) – co-édité avec Mai'a Williams et China Martens. Ce livre se concentre sur l'activité de maternité.

### Chapitres dans des anthologies
Octavia’s Brood: Science Fiction Stories from Social Justice Movements (2015) — édité par adrienne maree brown et Walidah Imarisha . Ce livre de fiction spéculative est en hommage à l'écrivaine SF africaine-américaine Octavia E. Butler.